# Frans voetbalelftal (vrouwen)

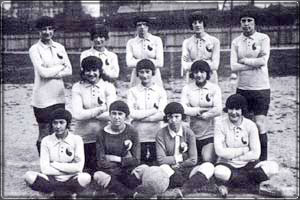
Frans vrouwenvoetbalteam uit 1920

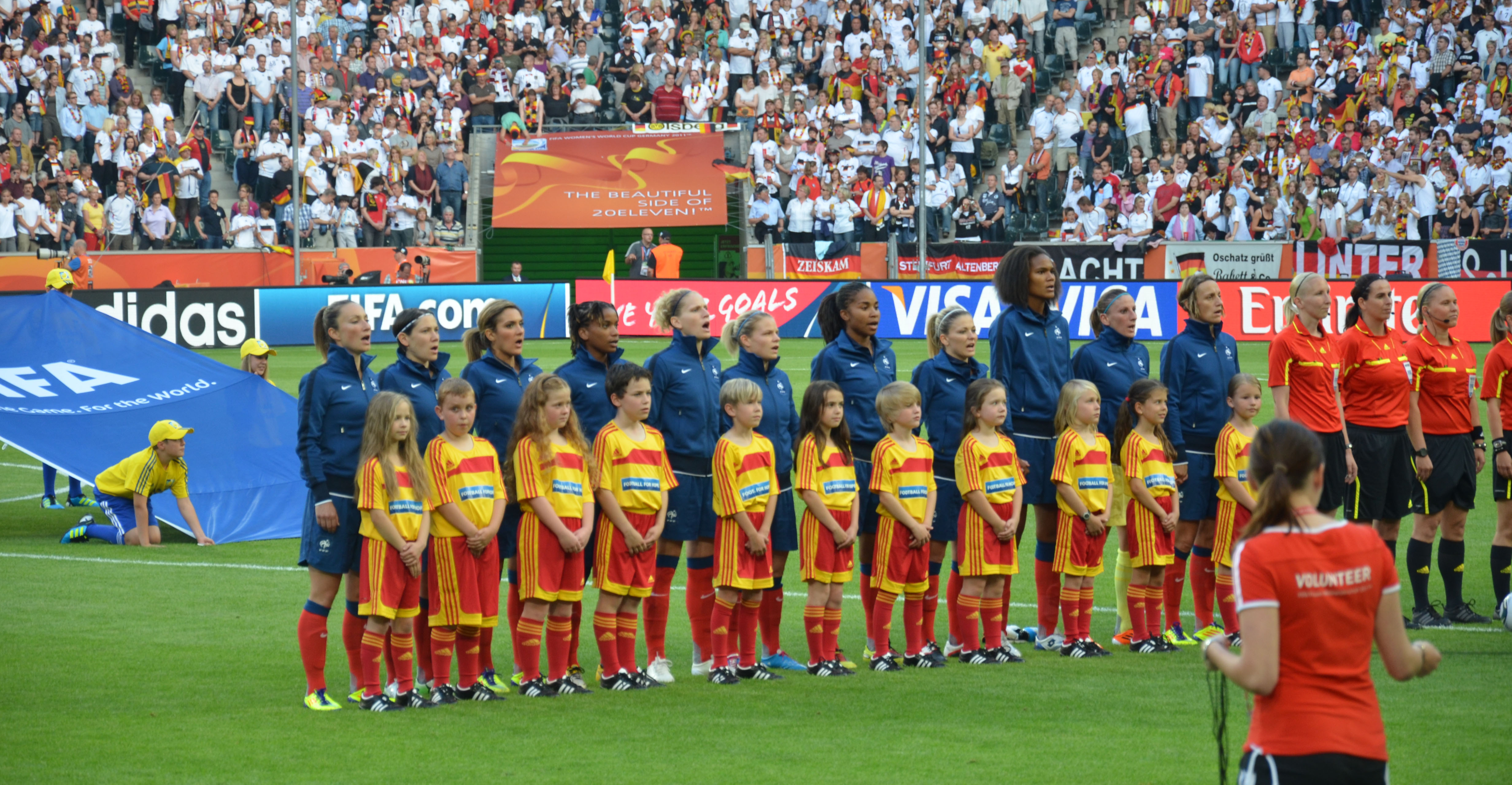
Team van 2011

Het Frans vrouwenvoetbalelftal is een voetbalteam dat uitkomt voor Frankrijk bij international wedstrijden zoals het Europees kampioenschap voetbal vrouwen.

## Prestaties op eindronden

### Wereldkampioenschap
| Jaar   | Resultaat           | Wed                 | W                   | G                   | V                   | DV                  | DT                  |
| ------ | ------------------- | ------------------- | ------------------- | ------------------- | ------------------- | ------------------- | ------------------- |
| 1991   | Niet gekwalificeerd | Niet gekwalificeerd | Niet gekwalificeerd | Niet gekwalificeerd | Niet gekwalificeerd | Niet gekwalificeerd | Niet gekwalificeerd |
| 1995   | Niet gekwalificeerd | Niet gekwalificeerd | Niet gekwalificeerd | Niet gekwalificeerd | Niet gekwalificeerd | Niet gekwalificeerd | Niet gekwalificeerd |
| 1999   | Niet gekwalificeerd | Niet gekwalificeerd | Niet gekwalificeerd | Niet gekwalificeerd | Niet gekwalificeerd | Niet gekwalificeerd | Niet gekwalificeerd |
| 2003   | Groepsfase          | 3                   | 1                   | 1                   | 1                   | 2                   | 3                   |
| 2007   | Niet gekwalificeerd | Niet gekwalificeerd | Niet gekwalificeerd | Niet gekwalificeerd | Niet gekwalificeerd | Niet gekwalificeerd | Niet gekwalificeerd |
| 2011   | Vierde plaats       | 6                   | 2                   | 1                   | 3                   | 10                  | 10                  |
| 2015   | Kwartfinale         | 5                   | 3                   | 1                   | 1                   | 10                  | 3                   |
| 2019   | Kwartfinale         | 5                   | 4                   | 0                   | 1                   | 10                  | 4                   |
| / 2023 | Kwartfinale         | 5                   | 3                   | 2                   | 0                   | 12                  | 4                   |
| Totaal | 5/9                 | 24                  | 13                  | 5                   | 6                   | 44                  | 24                  |

### Olympische Spelen
| Jaar   | Resultaat           | Wed                 | W                   | G                   | V                   | DV                  | DT                  |
| ------ | ------------------- | ------------------- | ------------------- | ------------------- | ------------------- | ------------------- | ------------------- |
| 1996   | Niet gekwalificeerd | Niet gekwalificeerd | Niet gekwalificeerd | Niet gekwalificeerd | Niet gekwalificeerd | Niet gekwalificeerd | Niet gekwalificeerd |
| 2000   | Niet gekwalificeerd | Niet gekwalificeerd | Niet gekwalificeerd | Niet gekwalificeerd | Niet gekwalificeerd | Niet gekwalificeerd | Niet gekwalificeerd |
| 2004   | Niet gekwalificeerd | Niet gekwalificeerd | Niet gekwalificeerd | Niet gekwalificeerd | Niet gekwalificeerd | Niet gekwalificeerd | Niet gekwalificeerd |
| 2008   | Niet gekwalificeerd | Niet gekwalificeerd | Niet gekwalificeerd | Niet gekwalificeerd | Niet gekwalificeerd | Niet gekwalificeerd | Niet gekwalificeerd |
| 2012   | Vierde plaats       | 6                   | 3                   | 0                   | 3                   | 11                  | 8                   |
| 2016   | Kwartfinale         | 4                   | 2                   | 0                   | 2                   | 7                   | 2                   |
| 2020   | Niet gekwalificeerd | Niet gekwalificeerd | Niet gekwalificeerd | Niet gekwalificeerd | Niet gekwalificeerd | Niet gekwalificeerd | Niet gekwalificeerd |
| 2024   | Kwartfinale         | 4                   | 2                   | 0                   | 2                   | 6                   | 6                   |
| Totaal | 3/8                 | 14                  | 7                   | 0                   | 7                   | 24                  | 16                  |

### Europees kampioenschap
| Jaar   | Resultaat           | Wed                 | W                   | G                   | V                   | DV                  | DT                  |
| ------ | ------------------- | ------------------- | ------------------- | ------------------- | ------------------- | ------------------- | ------------------- |
| 1984   | Niet gekwalificeerd | Niet gekwalificeerd | Niet gekwalificeerd | Niet gekwalificeerd | Niet gekwalificeerd | Niet gekwalificeerd | Niet gekwalificeerd |
| 1987   | Niet gekwalificeerd | Niet gekwalificeerd | Niet gekwalificeerd | Niet gekwalificeerd | Niet gekwalificeerd | Niet gekwalificeerd | Niet gekwalificeerd |
| 1989   | Niet gekwalificeerd | Niet gekwalificeerd | Niet gekwalificeerd | Niet gekwalificeerd | Niet gekwalificeerd | Niet gekwalificeerd | Niet gekwalificeerd |
| 1991   | Niet gekwalificeerd | Niet gekwalificeerd | Niet gekwalificeerd | Niet gekwalificeerd | Niet gekwalificeerd | Niet gekwalificeerd | Niet gekwalificeerd |
| 1993   | Niet gekwalificeerd | Niet gekwalificeerd | Niet gekwalificeerd | Niet gekwalificeerd | Niet gekwalificeerd | Niet gekwalificeerd | Niet gekwalificeerd |
| 1995   | Niet gekwalificeerd | Niet gekwalificeerd | Niet gekwalificeerd | Niet gekwalificeerd | Niet gekwalificeerd | Niet gekwalificeerd | Niet gekwalificeerd |
| 1997   | Eerste ronde        | 3                   | 1                   | 1                   | 1                   | 4                   | 5                   |
| 2001   | Eerste ronde        | 3                   | 1                   | 0                   | 2                   | 5                   | 7                   |
| 2005   | Eerste ronde        | 3                   | 1                   | 1                   | 1                   | 4                   | 5                   |
| 2009   | Kwartfinale         | 4                   | 1                   | 2                   | 1                   | 5                   | 7                   |
| 2013   | Kwartfinale         | 4                   | 3                   | 1                   | 0                   | 8                   | 2                   |
| 2017   | Kwartfinale         | 4                   | 1                   | 2                   | 1                   | 3                   | 3                   |
| 2022   | Halve finale        | 5                   | 3                   | 1                   | 1                   | 10                  | 5                   |
| Totaal | 7/13                | 26                  | 11                  | 8                   | 7                   | 39                  | 34                  |

## FIFA-wereldranglijst
Betreft klassering aan het einde van het jaar
| 2003 | 2004 | 2005 | 2006 | 2007 | 2008 | 2009 | 2010 | 2011 | 2012 | 2013 | 2014 | 2015 | 2016 | 2017 | 2018 |
| ---- | ---- | ---- | ---- | ---- | ---- | ---- | ---- | ---- | ---- | ---- | ---- | ---- | ---- | ---- | ---- |
| 9    | 9    | 7    | 7    | 7    | 8    | 9    | 8    | 6    | 5    | 5    | 3    | 3    | 3    | 6    | 3    |

## Selecties

### Huidige selectie
Interlands en doelpunten bijgewerkt tot en met december 2020
|                            |                                 |      |        |                               |        |
|                            |                                 |      |        |                               |        |
|                            |                                 |      |        |                               |        |
| Nr.                        | Naam                            | Wed. | Dlpnt. | Club                          | Debuut |
| Doel                       |                                 |      |        |                               |        |
| 1                          | Solène Durand 30 jaar           | 1    | 0      | EA Guingamp                   | 2018   |
| –                          | Romane Munich 30 jaar           | 0    | 0      | ASJ Soyaux-Charente           | –      |
| 21                         | Pauline Peyraud-Magnin 33 jaar  | 10   | 0      | Atlético Madrid Femenino      | 2019   |
| Verdediging                |                                 |      |        |                               |        |
| 2                          | Ève Périsset 30 jaar            | 21   | 1      | Girondins de Bordeaux         | 2016   |
| 3                          | Wendie Renard 35 jaar           | 122  | 25     | Lyon                          | 2011   |
| 7                          | Sakina Karchaoui 29 jaar        | 38   | 0      | Lyon                          | 2014   |
| 10                         | Amel Majri 32 jaar              | 61   | 9      | Lyon                          | 2014   |
| –                          | Estelle Cascarino 28 jaar       | 5    | 1      | Girondins de Bordeaux         | 2017   |
| –                          | Élisa De Almeida 27 jaar        | 7    | 3      | Montpellier HSC               | 2019   |
| –                          | Perle Morroni 27 jaar           | 5    | 1      | Paris Saint-Germain Féminines | 2020   |
| –                          | Julie Thibaud 27 jaar           | 0    | 0      | Girondins de Bordeaux         | –      |
| Middenveld                 |                                 |      |        |                               |        |
| 6                          | Amandine Henry 35 jaar          | 93   | 13     | Lyon                          | 2009   |
| 8                          | Grace Geyoro 28 jaar            | 35   | 4      | Paris Saint-Germain Féminines | 2017   |
| 14                         | Charlotte Bilbault 35 jaar      | 31   | 1      | Girondins de Bordeaux         | 2015   |
| 23                         | Maéva Clemaron 32 jaar          | 6    | 1      | Everton WFC                   | 2018   |
| –                          | Kenza Dali 33 jaar              | 31   | 5      | West Ham United FC            | 2014   |
| –                          | Sandy Baltimore 25 jaar         | 1    | 1      | Paris Saint-Germain Féminines | 2020   |
| Aanval                     |                                 |      |        |                               |        |
| 9                          | Eugénie Le Sommer 36 jaar       | 164  | 76     | Olympique Lyonnais            | 2009   |
| 11                         | Kadidiatou Diani 31 jaar        | 60   | 13     | Paris Saint-Germain Féminines | 2014   |
| 12                         | Emelyne Laurent 26 jaar         | 7    | 1      | Atlético Madrid Femenino      | 2018   |
| 18                         | Viviane Asseyi 31 jaar          | 46   | 9      | Bayern Munchen                | 2013   |
| 20                         | Delphine Cascarino 28 jaar      | 29   | 6      | Lyon                          | 2016   |
| –                          | Marie-Antoinette Katoto 26 jaar | 15   | 9      | Paris Saint-Germain Féminines | 2018   |
| –                          | Clara Matéo 27 jaar             | 2    | 1      | Paris FC                      | 2020   |
| Bondscoach: Corinne Diacre |                                 |      |        |                               |        |

(Nr.= basiself, Nr. + Wed. = , Nr. + Wed. = , Nr. + Wed. = volledige wedstrijd, Dlpnt. = gescoord, 0 = penalty gestopt)

### Olympische Spelen
| Selectie Frankrijk bij de Olympische Spelen 2012 | Selectie Frankrijk bij de Olympische Spelen 2012 | Selectie Frankrijk bij de Olympische Spelen 2012 | Selectie Frankrijk bij de Olympische Spelen 2012 | Selectie Frankrijk bij de Olympische Spelen 2012 |
| ------------------------------------------------ | ------------------------------------------------ | ------------------------------------------------ | ------------------------------------------------ | ------------------------------------------------ |
|                                                  |                                                  |                                                  |                                                  |                                                  |
|                                                  |                                                  |                                                  |                                                  |                                                  |
|                                                  |                                                  |                                                  |                                                  |                                                  |
| №                                                | Naam                                             | Wed.                                             | Dlpnt.                                           | Club                                             |
| Doel                                             |                                                  |                                                  |                                                  |                                                  |
| 1                                                | Céline Deville                                   |                                                  |                                                  | Olympique Lyonnais                               |
| 18                                               | Sarah Bouhaddi                                   |                                                  |                                                  | Olympique Lyonnais                               |
| Verdediging                                      |                                                  |                                                  |                                                  |                                                  |
| 2                                                | Wendie Renard                                    |                                                  |                                                  | Olympique Lyonnais                               |
| 3                                                | Laure Boulleau                                   |                                                  |                                                  | Paris Saint-Germain FC                           |
| 4                                                | Laura Georges                                    |                                                  |                                                  | Olympique Lyonnais                               |
| 5                                                | Ophélie Meilleroux                               |                                                  |                                                  | Montpellier HSC                                  |
| 7                                                | Corine Petit                                     |                                                  |                                                  | Olympique Lyonnais                               |
| 16                                               | Sabrina Viguier                                  |                                                  |                                                  | Olympique Lyonnais                               |
| Middenveld                                       |                                                  |                                                  |                                                  |                                                  |
| 6                                                | Sandrine Soubeyrand                              |                                                  |                                                  | Juvisy FCF                                       |
| 8                                                | Sonia Bompastor                                  |                                                  |                                                  | Olympique Lyonnais                               |
| 10                                               | Camille Abily                                    |                                                  |                                                  | Olympique Lyonnais                               |
| 14                                               | Louisa Cadamuro                                  |                                                  |                                                  | Olympique Lyonnais                               |
| 15                                               | Élise Bussaglia                                  |                                                  |                                                  | Olympique Lyonnais                               |
| 17                                               | Gaëtane Thiney                                   |                                                  |                                                  | Juvisy FCF                                       |
| Aanval                                           |                                                  |                                                  |                                                  |                                                  |
| 9                                                | Eugénie Le Sommer                                |                                                  |                                                  | Olympique Lyonnais                               |
| 11                                               | Marie-Laure Delie                                |                                                  |                                                  | Montpellier HSC                                  |
| 12                                               | Élodie Thomis                                    |                                                  |                                                  | Olympique Lyonnais                               |
| 13                                               | Camille Catala                                   |                                                  |                                                  | Juvisy FCF                                       |
| Bondscoach: Bruno Bini                           |                                                  |                                                  |                                                  |                                                  |

| Selectie Frankrijk bij de Olympische Spelen 2016 | Selectie Frankrijk bij de Olympische Spelen 2016 | Selectie Frankrijk bij de Olympische Spelen 2016 | Selectie Frankrijk bij de Olympische Spelen 2016 | Selectie Frankrijk bij de Olympische Spelen 2016 |
| ------------------------------------------------ | ------------------------------------------------ | ------------------------------------------------ | ------------------------------------------------ | ------------------------------------------------ |
|                                                  |                                                  |                                                  |                                                  |                                                  |
|                                                  |                                                  |                                                  |                                                  |                                                  |
|                                                  |                                                  |                                                  |                                                  |                                                  |
| №                                                | Naam                                             | Wed.                                             | Dlpnt.                                           | Club                                             |
| Doel                                             |                                                  |                                                  |                                                  |                                                  |
| 1                                                | Méline Gérard                                    |                                                  |                                                  | Olympique Lyonnais                               |
| 16                                               | Sarah Bouhaddi                                   |                                                  |                                                  | Olympique Lyonnais                               |
| Verdediging                                      |                                                  |                                                  |                                                  |                                                  |
| 2                                                | Griedge Mbock Bathy                              |                                                  |                                                  | Olympique Lyonnais                               |
| 3                                                | Wendie Renard                                    |                                                  |                                                  | Olympique Lyonnais                               |
| 4                                                | Sakina Karchaoui                                 |                                                  |                                                  | Montpellier HSC                                  |
| 5                                                | Sabrina Delannoy                                 |                                                  |                                                  | Paris Saint-Germain FC                           |
| Middenveld                                       |                                                  |                                                  |                                                  |                                                  |
| 6                                                | Amandine Henry                                   |                                                  |                                                  | Portland Thorns                                  |
| 7                                                | Amel Majri                                       |                                                  |                                                  | Olympique Lyonnais                               |
| 8                                                | Jessica Houara                                   |                                                  |                                                  | Olympique Lyonnais                               |
| 10                                               | Camille Abily                                    |                                                  |                                                  | Olympique Lyonnais                               |
| 11                                               | Claire Lavogez                                   |                                                  |                                                  | Olympique Lyonnais                               |
| 14                                               | Louisa Cadamuro                                  |                                                  |                                                  | Olympique Lyonnais                               |
| 15                                               | Élise Bussaglia                                  |                                                  |                                                  | VfL Wolfsburg                                    |
| 17                                               | Kheira Hamraoui                                  |                                                  |                                                  | Olympique Lyonnais                               |
| Aanval                                           |                                                  |                                                  |                                                  |                                                  |
| 9                                                | Eugénie Le Sommer                                |                                                  |                                                  | Olympique Lyonnais                               |
| 12                                               | Élodie Thomis                                    |                                                  |                                                  | Olympique Lyonnais                               |
| 13                                               | Kadidiatou Diani                                 |                                                  |                                                  | Juvisy FCF                                       |
| 18                                               | Marie-Laure Delie                                |                                                  |                                                  | Paris Saint-Germain FC                           |
| Bondscoach: Philippe Bergeroo                    |                                                  |                                                  |                                                  |                                                  |

### Europees kampioenschap
| Selectie Frankrijk bij het Europees kampioenschap 2013 | Selectie Frankrijk bij het Europees kampioenschap 2013 | Selectie Frankrijk bij het Europees kampioenschap 2013 | Selectie Frankrijk bij het Europees kampioenschap 2013 | Selectie Frankrijk bij het Europees kampioenschap 2013 |
| ------------------------------------------------------ | ------------------------------------------------------ | ------------------------------------------------------ | ------------------------------------------------------ | ------------------------------------------------------ |
|                                                        |                                                        |                                                        |                                                        |                                                        |
|                                                        |                                                        |                                                        |                                                        |                                                        |
|                                                        |                                                        |                                                        |                                                        |                                                        |
| №                                                      | Naam                                                   | Wed.                                                   | Dlpnt.                                                 | Club                                                   |
| Doel                                                   |                                                        |                                                        |                                                        |                                                        |
| 1                                                      | Céline Deville                                         |                                                        |                                                        | Juvisy FCF                                             |
| 16                                                     | Sarah Bouhaddi                                         |                                                        |                                                        | Olympique Lyonnais                                     |
| 21                                                     | Karima Benameur                                        |                                                        |                                                        | Paris Saint-Germain FC                                 |
| Verdediging                                            |                                                        |                                                        |                                                        |                                                        |
| 2                                                      | Wendie Renard                                          |                                                        |                                                        | Olympique Lyonnais                                     |
| 3                                                      | Laure Boulleau                                         |                                                        |                                                        | Paris Saint-Germain FC                                 |
| 4                                                      | Laura Georges                                          |                                                        |                                                        | Paris Saint-Germain FC                                 |
| 5                                                      | Ophélie Meilleroux                                     |                                                        |                                                        | Montpellier HSC                                        |
| 6                                                      | Sandrine Soubeyrand                                    |                                                        |                                                        | Juvisy FCF                                             |
| 7                                                      | Corine Petit                                           |                                                        |                                                        | Olympique Lyonnais                                     |
| 11                                                     | Julie Soyer                                            |                                                        |                                                        | Juvisy FCF                                             |
| 22                                                     | Sabrina Delannoy                                       |                                                        |                                                        | Paris Saint-Germain FC                                 |
| Middenveld                                             |                                                        |                                                        |                                                        |                                                        |
| 8                                                      | Élise Bussaglia                                        |                                                        |                                                        | Olympique Lyonnais                                     |
| 10                                                     | Amandine Henry                                         |                                                        |                                                        | Olympique Lyonnais                                     |
| 14                                                     | Louisa Cadamuro                                        |                                                        |                                                        | Olympique Lyonnais                                     |
| 15                                                     | Jessica Houara                                         |                                                        |                                                        | Paris Saint-Germain FC                                 |
| 17                                                     | Gaëtane Thiney                                         |                                                        |                                                        | Juvisy FCF                                             |
| 23                                                     | Camille Abily                                          |                                                        |                                                        | Olympique Lyonnais                                     |
| Aanval                                                 |                                                        |                                                        |                                                        |                                                        |
| 9                                                      | Eugénie Le Sommer                                      |                                                        |                                                        | Olympique Lyonnais                                     |
| 12                                                     | Élodie Thomis                                          |                                                        |                                                        | Olympique Lyonnais                                     |
| 13                                                     | Camille Catala                                         |                                                        |                                                        | Juvisy FCF                                             |
| 18                                                     | Marie-Laure Delie                                      |                                                        |                                                        | Paris Saint-Germain FC                                 |
| 19                                                     | Sandrine Brétigny                                      |                                                        |                                                        | Juvisy FCF                                             |
| 20                                                     | Viviane Asseyi                                         |                                                        |                                                        | Montpellier HSC                                        |
| Bondscoach: Bruno Bini                                 |                                                        |                                                        |                                                        |                                                        |

|                               |                           |      |        |                        |
|                               |                           |      |        |                        |
|                               |                           |      |        |                        |
| №                             | Naam                      | Wed. | Dlpnt. | Club                   |
| Doel                          |                           |      |        |                        |
| 1                             | Laetitia Philippe         | 0    | 0      | Montpellier            |
| 16                            | Sarah Bouhaddi            | 4    | −2     | Olympique Lyonnais     |
| 21                            | Méline Gérard             | 0    | 0      | Montpellier            |
| Verdediging                   |                           |      |        |                        |
| 2                             | Eve Perisset              | 0    | 0      | Olympique Lyonnais     |
| 3                             | Wendie Renard             | 3    | 0      | Olympique Lyonnais     |
| 4                             | Laura Georges             | 2    | 0      | Paris Saint-Germain FC |
| 8                             | Jessica Houara-D'Hommeaux | 3    | 0      | Olympique Lyonnais     |
| 14                            | Aissatou Tounkara         | 0    | 0      | Juvisy FCF             |
| 19                            | Griedge M'Bock Bathy      | 3    | 0      | Olympique Lyonnais     |
| 22                            | Sakina Karchaoui          | 4    | 0      | Montpellier            |
| Middenveld                    |                           |      |        |                        |
| 5                             | Sandie Toletti            | 0    | 0      | Montpellier            |
| 6                             | Amandine Henry            | 4    | 1      | Olympique Lyonnais     |
| 9                             | Eugénie Le Sommer         | 4    | 1      | Olympique Lyonnais     |
| 10                            | Camille Abily             | 4    | 1      | Olympique Lyonnais     |
| 11                            | Claire Lavogez            | 2    | 0      | Olympique Lyonnais     |
| 15                            | Élise Bussaglia           | 1    | 0      | FC Barcelona           |
| 23                            | Grace Geyoro              | 3    | 0      | Paris Saint-Germain FC |
| Aanval                        |                           |      |        |                        |
| 7                             | Clarisse Le Bihan         | 4    | 0      | Montpellier            |
| 12                            | Élodie Thomis             | 2    | 0      | Olympique Lyonnais     |
| 13                            | Camille Catala            | 0    | 0      | Juvisy FCF             |
| 17                            | Gaëtane Thiney            | 4    | 0      | Paris Football Club    |
| 18                            | Marie-Laure Delie         | 3    | 0      | Paris Saint-Germain FC |
| 20                            | Kadidiatou Diani          | 4    | 0      | Paris Saint-Germain    |
| Bondscoach: Olivier Echouafni |                           |      |        |                        |

### Wereldkampioenschap
| Selectie van Frankrijk bij het Wereldkampioenschap 2019 | Selectie van Frankrijk bij het Wereldkampioenschap 2019 | Selectie van Frankrijk bij het Wereldkampioenschap 2019 | Selectie van Frankrijk bij het Wereldkampioenschap 2019 | Selectie van Frankrijk bij het Wereldkampioenschap 2019 |
| ------------------------------------------------------- | ------------------------------------------------------- | ------------------------------------------------------- | ------------------------------------------------------- | ------------------------------------------------------- |
|                                                         |                                                         |                                                         |                                                         |                                                         |
|                                                         |                                                         |                                                         |                                                         |                                                         |
|                                                         |                                                         |                                                         |                                                         |                                                         |
| Nr.                                                     | Naam                                                    | Wed.                                                    | Dlpnt.                                                  | Club                                                    |
| Doel                                                    |                                                         |                                                         |                                                         |                                                         |
| 1                                                       | Solène Durand                                           | 0                                                       | 0                                                       | EA Guingamp                                             |
| 16                                                      | Sarah Bouhaddi                                          | 5                                                       | −4                                                      | Lyon                                                    |
| 21                                                      | Pauline Peyraud-Magnin                                  | 0                                                       | 0                                                       | Arsenal                                                 |
| Verdediging                                             |                                                         |                                                         |                                                         |                                                         |
| 2                                                       | Ève Périsset                                            | 3                                                       | 0                                                       | Paris Saint-Germain                                     |
| 3                                                       | Wendie Renard                                           | 5                                                       | 4                                                       | Lyon                                                    |
| 4                                                       | Marion Torrent                                          | 4                                                       | 0                                                       | Montpellier                                             |
| 5                                                       | Aïssatou Tounkara                                       | 0                                                       | 0                                                       | Atlético de Madrid                                      |
| 7                                                       | Sakina Karchaoui                                        | 1                                                       | 0                                                       | Montpellier                                             |
| 10                                                      | Amel Majri                                              | 5                                                       | 0                                                       | Lyon                                                    |
| 19                                                      | Griedge Mbock                                           | 4                                                       | 0                                                       | Lyon                                                    |
| 22                                                      | Julie Debever                                           | 0                                                       | 0                                                       | EA Guingamp                                             |
| Middenveld                                              |                                                         |                                                         |                                                         |                                                         |
| 6                                                       | Amandine Henry                                          | 5                                                       | 2                                                       | Lyon                                                    |
| 8                                                       | Grace Geyoro                                            | 2                                                       | 0                                                       | Paris Saint-Germain                                     |
| 14                                                      | Charlotte Bilbault                                      | 2                                                       | 0                                                       | Girondins de Bordeaux                                   |
| 15                                                      | Élise Bussaglia                                         | 4                                                       | 0                                                       | Dijon FCO                                               |
| 17                                                      | Gaëtane Thiney                                          | 5                                                       | 0                                                       | Paris FC                                                |
| 23                                                      | Maéva Clemaron                                          | 0                                                       | 0                                                       | FC Fleury 91                                            |
| Aanval                                                  |                                                         |                                                         |                                                         |                                                         |
| 9                                                       | Eugénie Le Sommer                                       | 5                                                       | 2                                                       | Olympique Lyonnais                                      |
| 11                                                      | Kadidiatou Diani                                        | 5                                                       | 0                                                       | Paris Saint-Germain                                     |
| 12                                                      | Emelyne Laurent                                         | 0                                                       | 0                                                       | EA Guingamp                                             |
| 13                                                      | Valérie Gauvin                                          | 5                                                       | 2                                                       | Montpellier                                             |
| 18                                                      | Viviane Asseyi                                          | 3                                                       | 0                                                       | Girondins de Bordeaux                                   |
| 20                                                      | Delphine Cascarino                                      | 5                                                       | 0                                                       | Lyon                                                    |
| Bondscoach: Corinne Diacre                              |                                                         |                                                         |                                                         |                                                         |